# Espiral

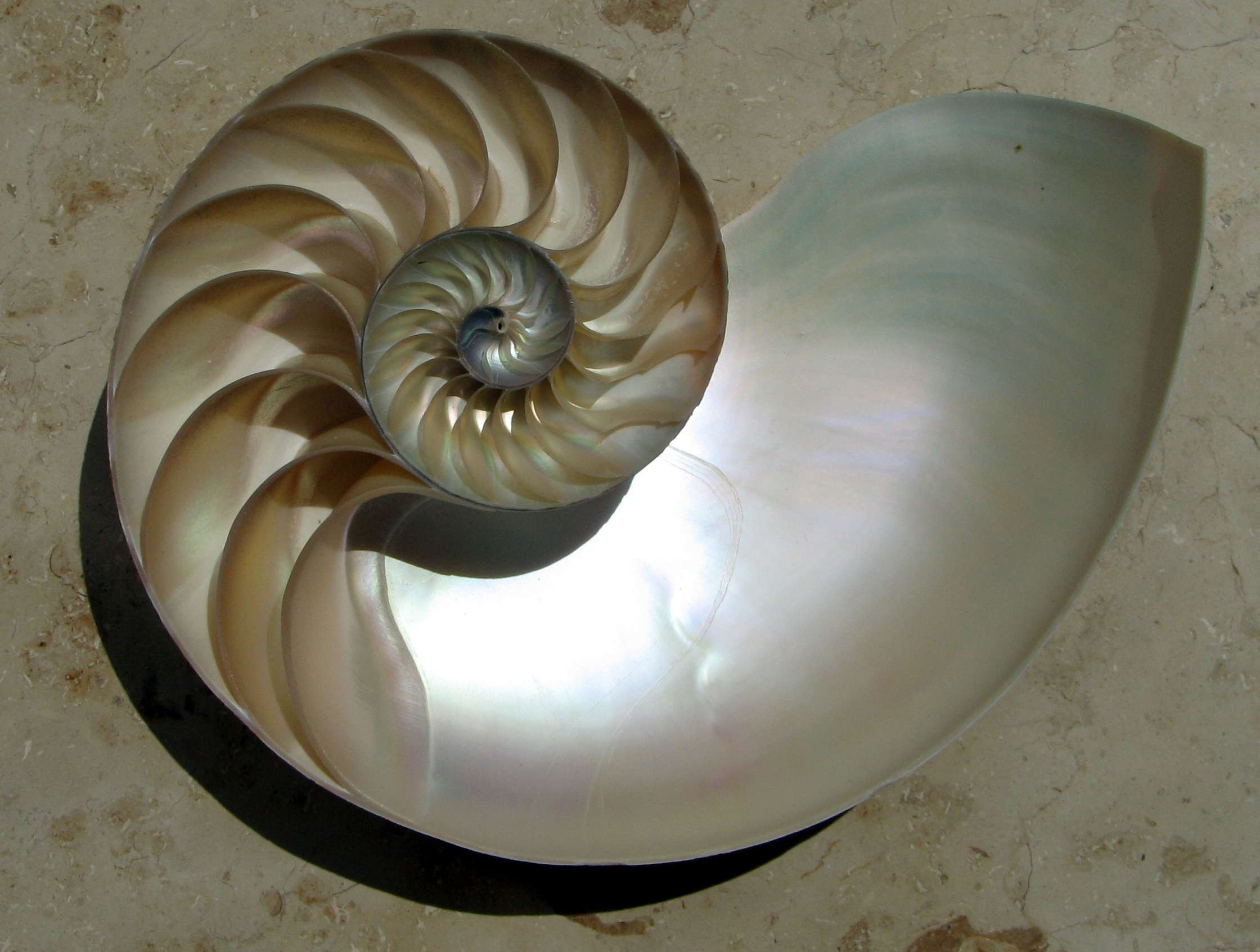
Tall de la closca d'un nautilus que mostra les cambres disposades seguint aproximadament una espiral logarítmica.

En matemàtiques, una espiral és una corba que parteix d'un punt anomenat centre, i que se'n va allunyant progressivament a mesura que gira al voltant del punt.

## Espiral o hèlix

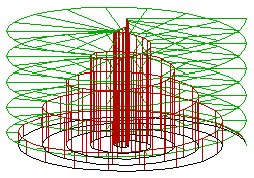
Una espiral arquimediana, una hèlix, i una espiral cònica.

Una "espiral" i una "hèlix" són dos termes que fàcilment es confonen, però representen objectes diferents.
Una espiral és una corba plana (és a dir continguda en un pla), com el solc en un Disc fonogràfic o els braços d'una galàxia espiral. D'altra banda, una hèlix, és un enrotllament tridimensional que recorre la superfície d'un cilindre, com el solc d'un caragol (enginyeria). Hi ha exemples en què col·loquialment espiral es fa servir com un sinònim d'hèlix, com els quaderns d'espiral per a referir-se al filferro helicoidal que n'uneix les planes.
A la figura del costat, la corba negra en el fons és una espiral d'Arquimedes, mentre que la corba verda és una hèlix. Un encreuament entre una espiral i una hèlix, com la corba mostrada en vermell, es coneix com a hèlix cònica. Un exemple d'una hèlix cònica és la molla utilitzada per a mantenir i fer contacte amb els terminals negatius de piles en comandaments a distància.

## Espirals bidimensionals
Una espiral de dues dimensions es pot descriure més fàcilment amb les coordenades polars, en què el radi r és una funció contínua monotònica de l'angle θ. La circumferència es consideraria com un cas degenerat (la funció no essent estrictament monotònica, sinó més aviat constant).
Algunes de les classes més importants d'espirals bidimensionals inclouen:
- L'espiral d'Arquimedes: r = a + bθ
- L'espiral d'Euler, o clotoide
- L'espiral de Fermat: r = θ1/2
- L'espiral hiperbòlica: r = a/θ
- El lituus: r = θ-1/2
- L'espiral logarítmica: r = abθ; aproximacions d'aquesta espiral es troben sovint a la natura
- L'espiral de Fibonacci i l'espiral àurea: casos especials de l'espiral logarítmica
- L'espiral de Theodorus: una aproximació de l'espiral arquimediana composta de triangles rectangles contigus

Espiral arquimediana
Espiral d'Euler
L'espiral de Fermat
lituus
espiral hiperbòlica
espiral de Theodorus
espiral logarítmica

## Espirals Tridimensionals
Per espirals simples en 3-d, una tercera variable h (alçada), és també una funció monotònica contñínua de θ. Per exemple, una hèlix cònica es pot definr com a espiral en una superfície cònica, amb la distància a l'àpex una funció exponencial de θ.
Per a una helicoide amb gruix, vegeu molla (matemàtiques).

### Espiral esfèrica

Loxodròmia

Espiral Esfèrica Arquimediana

Una espiral esfèrica (loxodròmia, imatge de l'esquerra) és la corba en una esfera traçada per un navegant des d'un pol fins a l'altre mentre manté un angle fiat (diferent de 0° i de 90°) respecte als meridians de longitud (geografia). La corba té un nombre infinit de revolucions, amb la distància entre voltes disminuint a mesura que la corba s'apropa a qualsevol dels pols.
El buit entre les corbes d'una espiral d'Arquimedes (imatge de la dreta) es manté constant a mesura que el radi canvia i per això no és una loxodròmia.

## Com a símbol

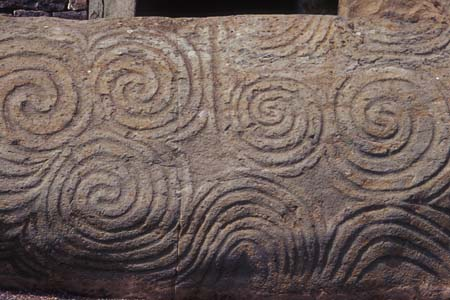
Pedra d'Entrada de Newgrange

L'espiral té un paper específic dins el simbolisme, i apareix en l'art megalític, notablement en la tomba de Newgrange o en molts petroglifs com el de Mogor. Vegeu també espiral triple.
Mentre que els estudiosos encara estan discutint el tema, hi ha una acceptació creixent que l'espiral simple, quan es troba en l'art xinès, és un símbol primitiu per al sol. Teules que es remunten a la dinastia Tang amb aquest símbol s'hant trobat cap a l'oest de la ciutat antiga de Chang'an (avui en dia Xian).
Les espirals són també un símbol d'hipnosi, sorgit del clixé de gent i personatges de dibuixos animats que s'hipnotitzen mirant una espiral que gira (N'és un exemple Kaa a el Llibre de la selva (pel·lícula)). També s'utilitzen com a símbol de vertigen, on els ulls d'un personatge de dibuixos animats, especialment en anime i manga, es converteixen en espirals per mostrar que estan atordits o que tenen vertigen. L'espiral és també un símbol prominent en l'anime Tengen Toppa Gurren-Lagann, on simbolitza la doble hèlix estructura de l'àcid desoxiribonucleic, que representa l'evolució biològica, i l'estructura d'espiral d'una galàxia, representa l'evolució universal.

## En la natura

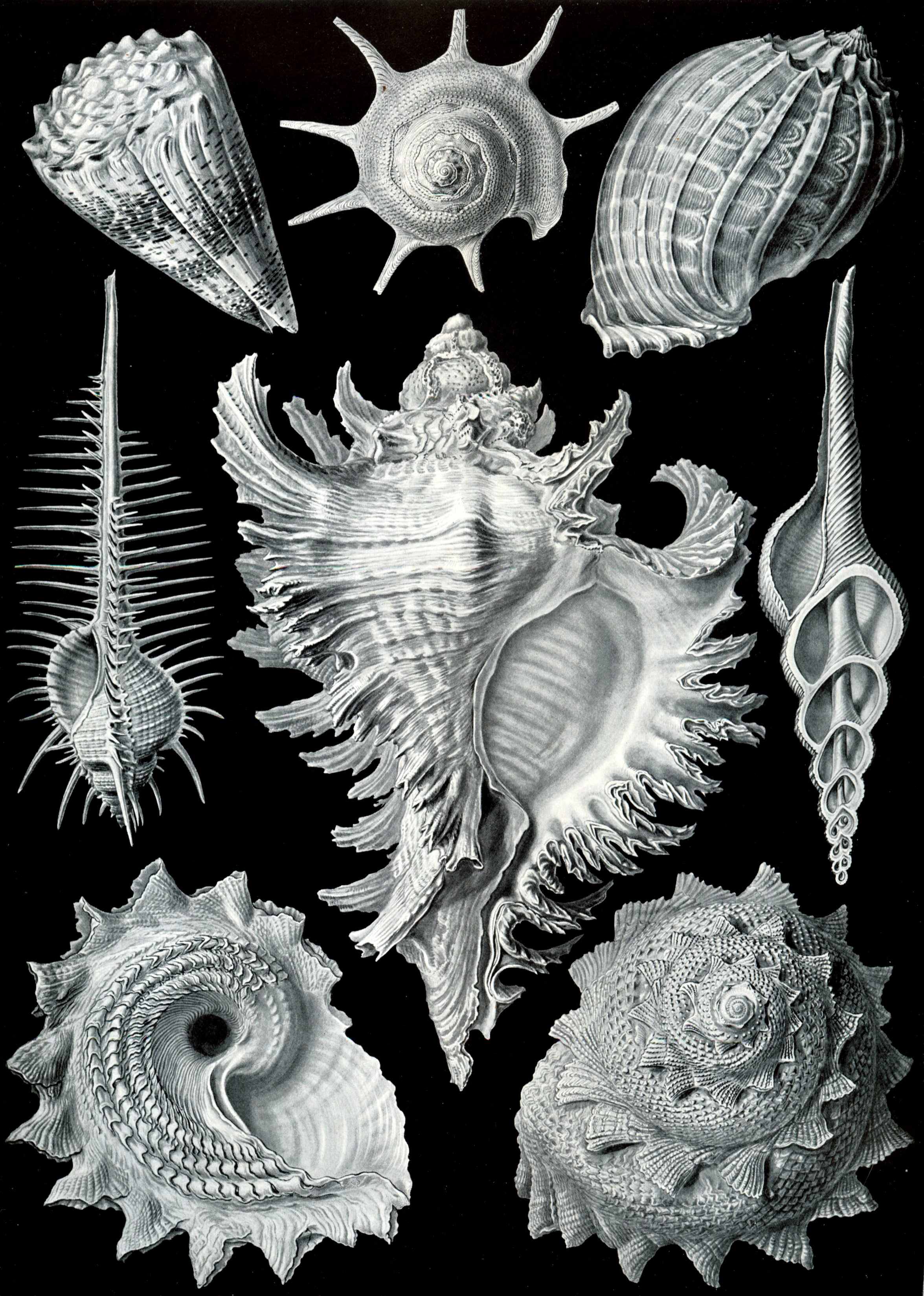
El plat 53è de Ernst Haeckel Kunstformen der Natur (1904), els organismes que es representen es classificaven com Prosobranchia (ara se sap que és polyphyletic).

L'estudi d'espirals en la natura té una història llarga, Christopher Wren va observar que moltes closques formen una espiral logarítmica. Jan Swammerdam va observar les característiques matemàtiques comunes d'una gamma àmplia de closques d'Hèlix a Spirula i Henri Nottidge Moseley va descriure les matemàtiques de les closques dels gastròpodes. El llibre de D'Arcy Wentworth Thompson Sobre el Creixement i la Forma dona un tractament extens d'aquestes espirals. Descriu com es formen les closques girant una corba tancada al voltant d'un eix fix, la figura geomètrica de la corba es manté fixa però la seva mida creix en una progressió geomètrica. En alguna closca com el nàutil i els ammonits la corba generatriu gira en un pla perpendicular a l'eix i la closca agafa una forma discoide planar. En altres segueix un patró d'helico-espiral.
Thompson també va estudiar espirals que produeixen en les banyes, les dents, les urpes i les plantes.
H Vogel va proposar un model per al patró de les flors de gira-sol. Té la forma
{\displaystyle \theta =n\times 137.5^{\circ },\ r=c{\sqrt {n}}}
on {\displaystyle n} és el nombre d'índex de la flor i {\displaystyle c} és un factor d'escala constant, i és una forma d'espiral de Fermat. L'angle 137.5° està relacionat am la secció àuria.

## En l'art
L'espiral ha inspirat artistes al llarg dels temps. Per exemple Spiral Jetty de Robert Smithson, al Gran Llac Salat a Utah.